# Пешский сельсовет
Пешский сельсове́т (ранее — Пёшский сельсовет) — сельское поселение в Заполярном районе Ненецкого автономного округа.
Административный центр — село Нижняя Пеша.

## Официальное название
Официальное название муниципального образования — Пешский сельсовет.
Законом Ненецкого автономного округа от 1 декабря 2015 года № 155-ОЗ в названиях сельсовета, сёл Нижняя Пеша и Верхняя Пеша — буква ё была заменена на е.

## География
Пешский сельсовет находится на западе Заполярного муниципального района, на обоих берегах реки Пёша. На западе граничит с Омским сельсоветом, на северо-востоке — с Тиманским сельсоветом. Территория сельсовета относится к районам Крайнего Севера и характеризуется сложными природными условиями, суровым полярным климатом.

## История
Муниципальное образование «Пёшский сельсовет» было образовано в 2005 году.

## Население
| 1999 | 2008  | 2010  | 2011  | 2012  | 2013 | 2014 | 2015 | 2016 |
| ---- | ----- | ----- | ----- | ----- | ---- | ---- | ---- | ---- |
| 1462 | ↘1188 | ↘1042 | ↗1071 | ↘1001 | ↘973 | ↘953 | ↘899 | ↘868 |
| 2017 | 2018  | 2019  | 2020  | 2021  | 2023 |      |      |      |
| ↘844 | ↘811  | ↘798  | ↘780  | ↗846  | ↘815 |      |      |      |

## Состав сельского поселения
| № | Населённый пункт | Тип населённого пункта       | Население |
| - | ---------------- | ---------------------------- | --------- |
| 1 | Белушье          | деревня                      | ↘50       |
| 2 | Верхняя Пеша     | деревня                      | ↘134      |
| 3 | Волоковая        | деревня                      | ↘105      |
| 4 | Волонга          | деревня                      | ↘35       |
| 5 | Нижняя Пеша      | село, административный центр | ↗718      |

## Инфраструктура
Аэропорт, метеостанция, Сельскохозяйственный производственный кооператив "Рыболовецкий колхоз «Заполярье» (СПК РК «Заполярье»), Пёшское потребительское общество, участковая больница, школа, интернат, детский сад, дом культуры, отделение почтовой связи, отделение Сбербанка России, ЛТУ, воинская часть

## Транспорт
Нижняя Пеша связана авиарейсами с Нарьян-Маром и Архангельском.
Внутри муниципального образования имеется грунтовая дорога Нижняя Пеша — Верхняя Пеша — Волоковая.